# Schatkamer van de Dom van Keulen
De schatkamer van de Dom van Keulen (Duits: Domschatzkammer Köln) is een museum van kerkelijke en middeleeuwse kunst verbonden aan de Dom van Keulen in de Duitse stad Keulen.

## Geschiedenis
Hoewel de Domschatkamer pas sinds het midden van de 19e eeuw voor het publiek geopend is, bestaat de Keulse kerkschat al zeker sinds de 10e eeuw. Deze bestond aanvankelijk voornamelijk uit liturgisch vaatwerk en gouden en zilveren reliekhouders voor relikwieën. Belangrijke relikwieën, die de kerk al vóór de 12e eeuw in bezit had, waren de zogenaamde bisschopsstaf en de ketens van Sint-Petrus. De voornaamste schat, het beroemde reliekschrijn met de relikwieën van de Drie Koningen, kwam eind 12e eeuw tot stand, nadat de Keulse bisschop Reinald van Dassel deze relieken in 1164 naar Keulen had overbracht. In 1212 werd een zogenaamde goldene Kammer vermeld, waarin deze kostbaarheden werden bewaard. In de middeleeuwen - en later - werden delen van de kerkschat, met name de relieken en reliekhouders, alleen bij bijzondere gelegenheden aan de pelgrims getoond.
In 1867 werd de schat voor het eerst in een museale opstelling gepresenteerd, in een ruimte aan de oostzijde van het noordertransept. Drie jaar later verscheen Franz Bock's Der Kunst- und Reliquienschatz des Kölner Doms, de eerste wetenschappelijke beschrijving van de kerkschat. In 2000 verhuisde de schatkamer naar de huidige locatie, vlak bij de oude.
In de oude domschatkamer werd tweemaal ingebroken, in 1975 en 1996. De eerste keer werden waardevolle kruizen en monstransen buitgemaakt, maar de dieven konden met behulp van een privédetective worden ingerekend. Wel was toen al een deel van de buit, onder andere een gouden monstrans uit 1657, omgesmolten. De met talrijke edelstenen bezette monstrans werd van 1978 tot 1987 door de goudsmid Peter Bolg gereconstrueerd. In 1996 werd een kostbaar processiekruis ontvreemd, dat echter na bemiddeling werd teruggegeven.

## Huisvesting

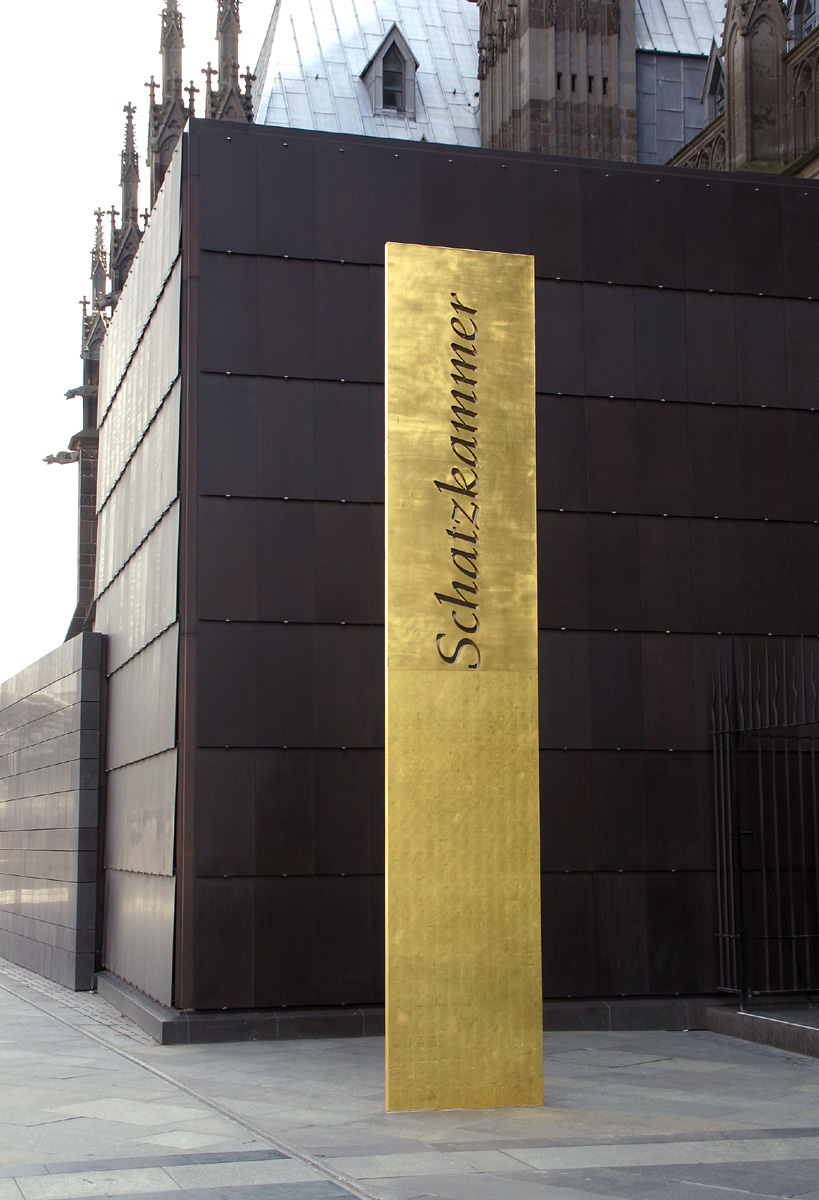
Modern entreegebouw

De schatkamer is sinds maart 2000 ondergebracht in een ondergrondse ruimte aan de noordzijde van het koor van de Dom, min of meer tegenover de hoofdingang van het station Köln Hauptbahnhof. De kelder bevindt zich onder de historische sacristie, die in 1277 door Albertus Magnus werd ingewijd. De sfeervolle keldergewelven dateren eveneens uit de 13e eeuw en bevatten nog muurrestanten van de Romeinse stadsmuur en latere bouwwerken. Bij de inrichting tot schatkamer is de 10 m hoge kelder verticaal in tweeën gedeeld, zodat meer tentoonstellingsruimte ontstond.
Een strak vormgegeven entreegebouw, waarin de kassa en een museumwinkel zijn ondergebracht, markeert de ingang van de schatkamer. Deze met donkere, bronzen platen beklede kubus, pal naast de monumentale portalen van het noordertransept, kreeg indertijd veel kritiek van behoudende Keulenaren. In de dom zelf bevindt zich een tweede toegang tot de schatkamer.
De schatkamer bestaat in feite uit zes ruimtes, verdeeld over drie verdiepingen. Op de begane grond bevindt zich naast de kassahal en museumwinkel de "heiligenkamer", waar de belangrijkste relieken van heiligen worden bewaard. Een verdieping lager bevindt zich het bovenste deel van de historische kelder met de gewelven. Dit is de eigenlijke schatkamer. Nog een verdieping lager, in het onderste deel van de kelder, bevinden zich de paramentenkamer en het lapidarium. In laatstgenoemde ruimte zijn opgravingsvondsten te zien van twee Frankische graven.

## Collectie

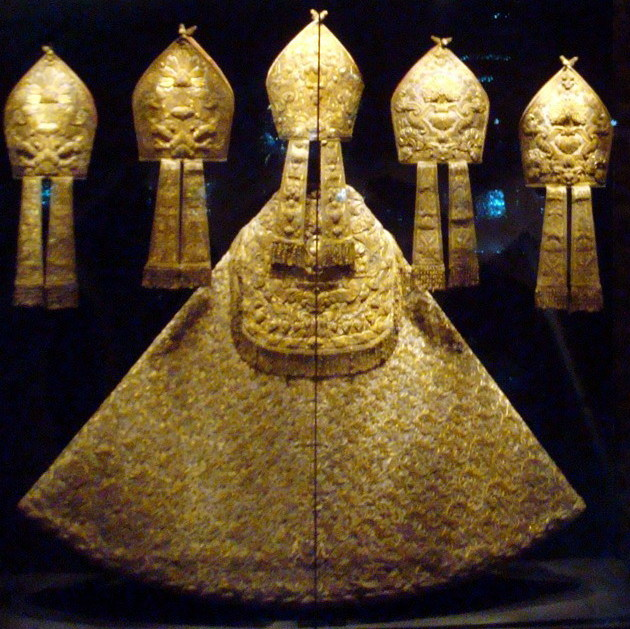
18e-eeuwse paramenten

De museumcollectie bestaat onder andere uit religieuze beelden en reliëfs, schilderijen, tekeningen, prenten, boeken en handschriften, reliekhouders, liturgisch vaatwerk en paramenten. De voorwerpen dateren uit de 4e tot de 20e eeuw, met een zekere nadruk op de middeleeuwen. Ook bevindt zich hier de oude, houten kern van het Driekoningenschrijn (dat zelf op het koor van de Dom staat opgesteld). De kwetsbare geïllumineerde handschriften in de collectie, onder andere het evangeliarium van de abdij van Reichenau, worden niet permanent tentoongesteld.
Enkele hoogtepunten uit de collectie:
- Schijffibula uit Frankisch graf, ca. 537;
- Frankische helm, ca. 537;
- Byzantijns triptiek met relieken van het Heilig Kruis, geschonken door Alexios I Komnenos, ca. 1100;
- Processiekruis, Limoges?, 13e eeuw;
- Gotische bisschopsstaf, Keulen, ca. 1322;
- Keuls keurvorstenzwaard en -staf, ca. 1480-90;
- Reliekbuste van Gregorius van Spoleto, ca. 1500;
- Reliekschrijn van Engelbert II van Berg, 1633;
- Koormantel van Clemens August I van Beieren, Parijs, 1742.

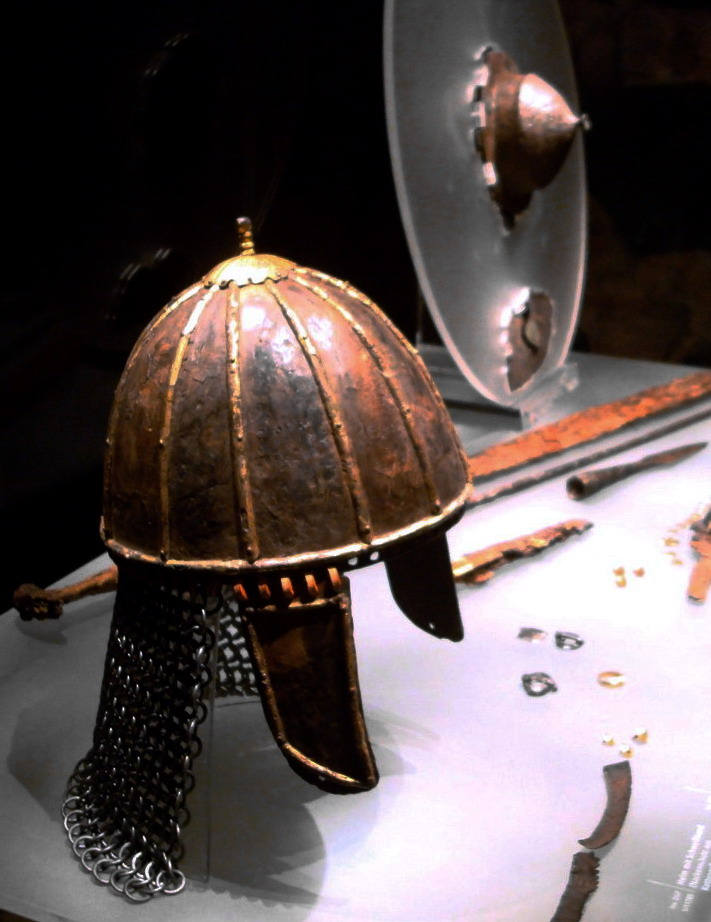
Frankische grafvondsten
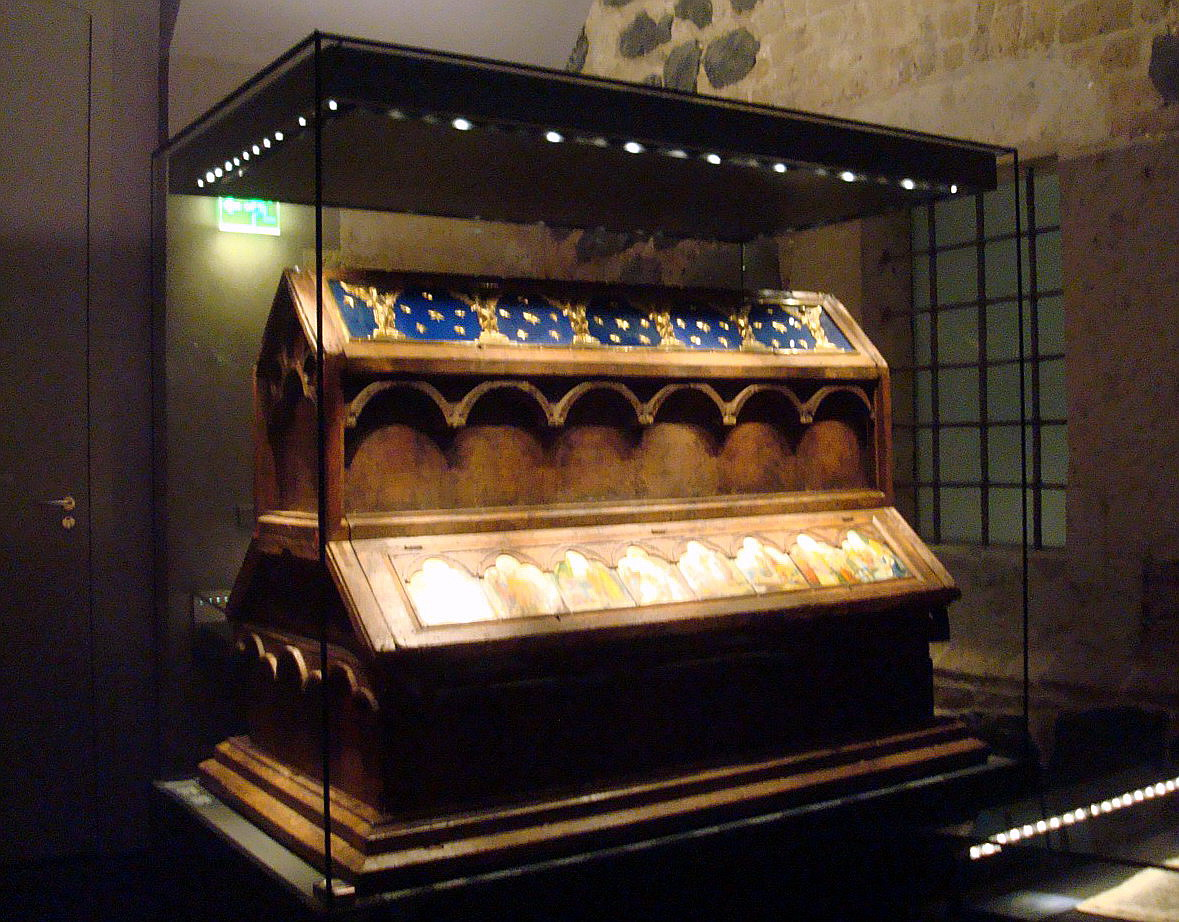
Driekoningenschrijn (kern)
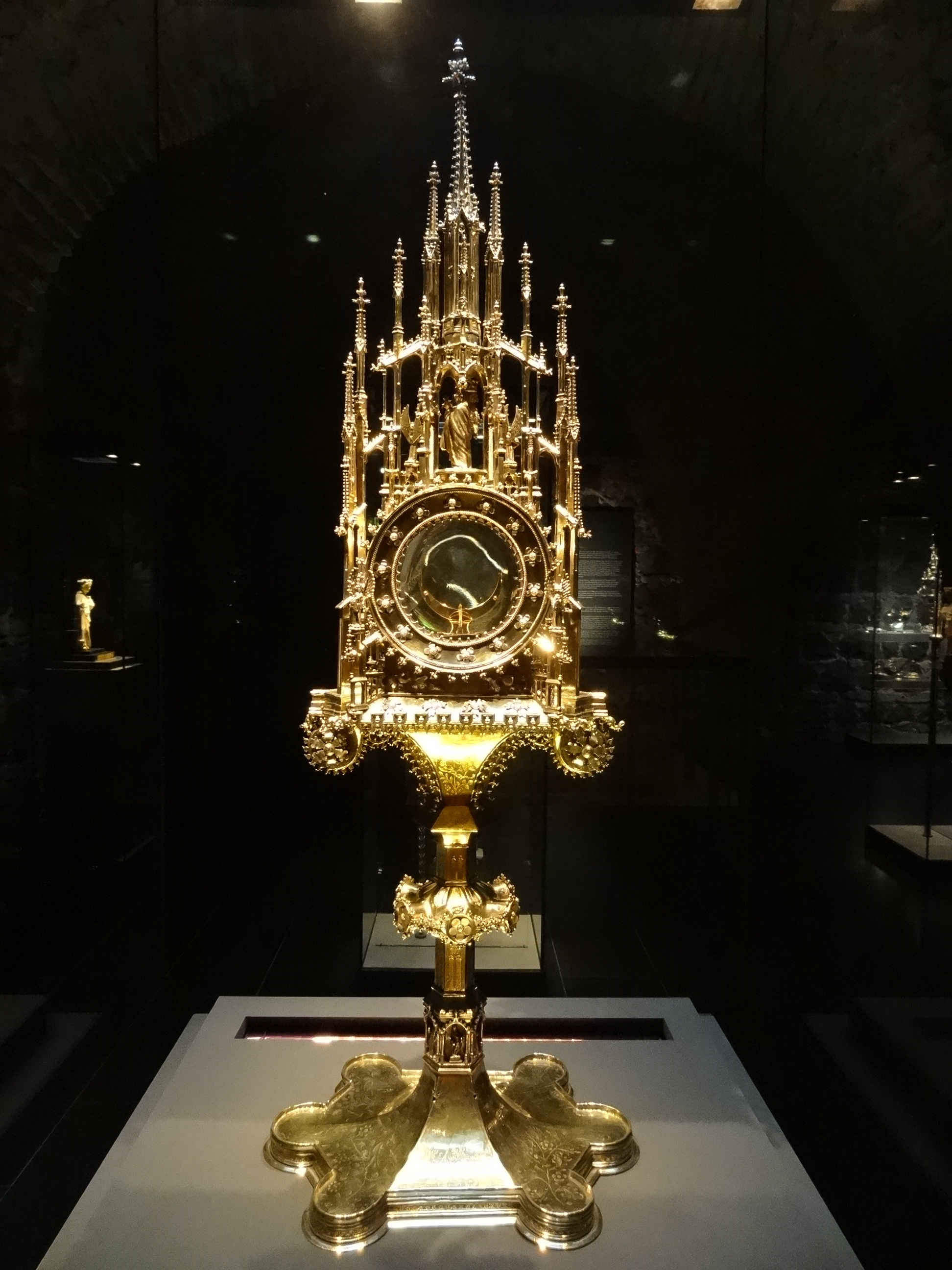
Monstrans, ca. 1400
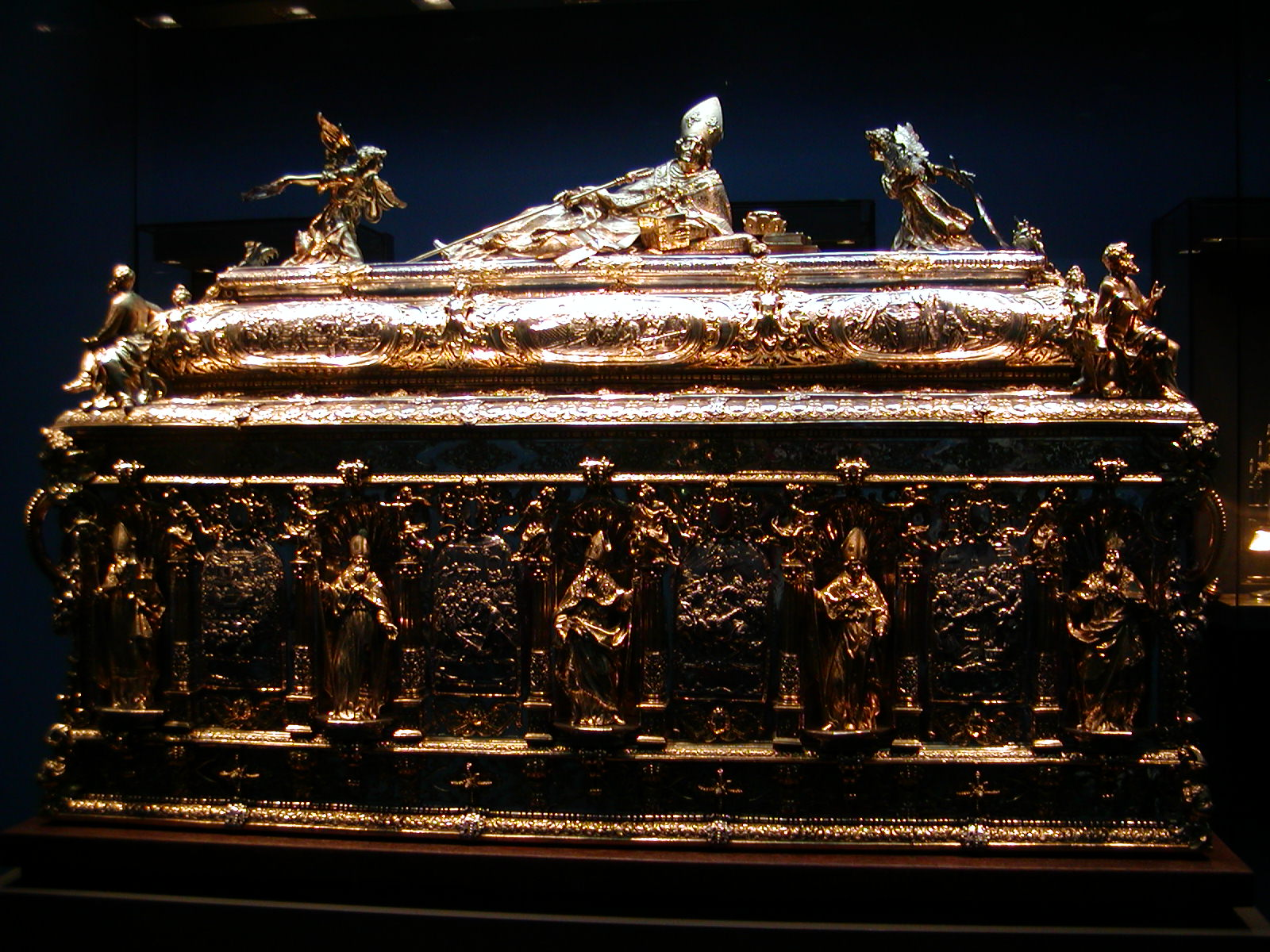
Engelbertschrijn, 1633